# Albert Hillebrand
Albert Hillebrand (* 27. Oktober 1890 in Barmen; † 10. März 1960 in Münster) war ein deutscher NSDAP-Funktionär und in der Zeit des Nationalsozialismus Oberbürgermeister der Stadt Münster.

## Leben
Bevor Albert Hillebrand beim 1. Garde-Fuß-Artillerie-Regiment seinen Kriegsdienst leistete und dabei verwundet wurde, war er nach einem Volontariat bei der Landesversicherungsanstalt Westfalen als Bürohilfsarbeiter beschäftigt. Nach Tätigkeiten bei den Finanzämtern Münster und Beckum wurde er Steuersupernumerar. Das bedeutet, er wurde „überzähliger“ Beamtenanwärter ohne Gehaltsbezüge. 1927 erhielt er die Einberufung ins Reichsfinanzministerium und wechselte 1931 zur Steuerverwaltung nach Münster, wo er Obersteuerinspektor wurde. Am 3. April 1933 war Hillebrand Stadtverordnetenvorsteher im Rat der Stadt Münster. Es folgte die Wahl zum zweiten Bürgermeister der Stadt und die Beauftragung zur Wahrnehmung der Geschäfte des Oberbürgermeisters. Zunächst kommissarisch, dann ab September 1933 definitiv als Oberbürgermeister eingesetzt, leitete er die Geschicke der Stadt und blieb bis zu seiner Verhaftung im März 1945  durch die britischen Besatzungstruppen unter dem Kommando des Majors H. F. Jackson in diesem Amt.
Im späteren Entnazifizierungsverfahren wurde er als Mitläufer eingestuft.
Hillebrand war von 1920 bis 1922 Angehöriger des Freikorps und hier Gauleiter der Organisation Escherich. Zum 1. August 1932 trat er in die NSDAP ein (Mitgliedsnummer 1.247.308). Von 1940 bis 1945 war Hillebrand Mitglied des Westfälischen Provinzialrats.